# Круглик (заказник)
«Круглик» — энтомологический заказник местного значения. Находится в Горловском районе Донецкой области возле села Никишино. Статус заказника присвоен решением Донецкого областного совета народных депутатов 10 марта 1993 года. Общая площадь заказника составляет 12,9 гектара. В заказнике «Круглик» гнездуются различные виды пчёл и шмелей, что обусловлено наличием цветущего конвейера нектароносов.
Кроме заказника «Круглик» места гнездования диких пчёл в Донецкой области также охраняются в энтомологических заказниках «Кальчикский», «Новосёлковский», «Старомихайловский», «Старченковский».